# Tubize-Typ 2
Die Tubize-Typ 2 war eine normalspurige Schlepptenderdampflokomotive. Insgesamt wurden circa 70 Exemplare von der Société Génerale d’Exploitation des Chemins de Fer in Tubize gebaut. Mindestens zwei Stück wurden 1900 noch von Couillet unverändert nachgebaut.

## Geschichte
Die Nassdampflokomotivbaureihe entstammte einer Serie von unterschiedlichen Baureihen, die standardisiert für zahlreiche Bahngesellschaften gebaut wurden. Die Fahrzeuge waren eine Weiterentwicklung des Tubize-Typs 1.

### Typ 2 der Chemins de fer Prince Henri
1874 erhielt die Chemins de fer Prince Henri 15 Maschinen, die als Baureihe C eingeordnet wurden. Eingesetzt wurden die Fahrzeuge vor allem im Güterzugdienst. Die Lokomotiven wurden 1878 von der Société Anonyme des chemins de fer et minières Prince Henri übernommen, welche von 1895 bis 1908 zwölf Fahrzeuge neu bekesseln ließen. Zudem wurden 1900 noch zwei Lokomotiven von Couillet nachgeliefert. Ein Fahrzeug wurde bereits um 1900 ausgemustert, die restlichen folgten in den 1920er und 1930er Jahren.